# لا ألديا دي سان نيكولاس
بلدية لا ألديا دي سان نيكولاس (بالإسبانية: La Aldea de San Nicolás) هي بلدية تقع في مقاطعة لاس بالماس التابعة لمنطقة جزر الكناري جنوب غرب إسبانيا.

## الديموغرافيا
بلغ عدد سكان بلدية لا ألديا دي سان نيكولاس 8.626 نسمة عام 2011 (وفقاً للمعهد الوطني للإحصاء الإسباني).
| 8.082 | 8.073 | 8.063 | 8.299 | 8.431 | 8.539 | 8.626 |

## أعلام
- بينيتو إراولا راميريز
- رومان رودريغيز رودريغيز